# روي أ. جيبسون
روي أ. جيبسون هو سياسي كندي، ولد في 3 أكتوبر 1885، وتوفي في 14 أغسطس 1953.